# Lamprodila schaeferi
Lamprodila schaeferi es una especie de escarabajo barrenador metálico del género Lamprodila, de la familia Buprestidae, orden Coleoptera.

## Distribución
Se distribuye por la región indomalaya.

## Taxonomía
Fue descrita por Descarpentries & Villiers en 1963.